# 桃花源

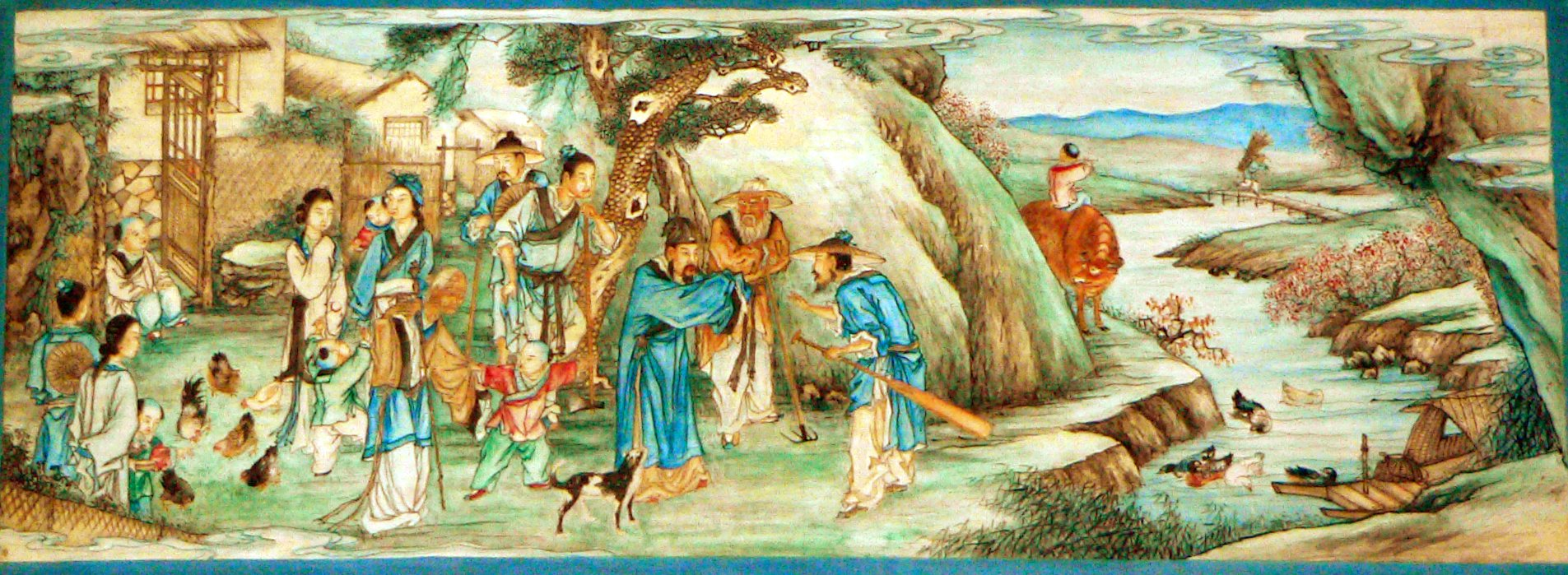
颐和园长廊的苏式彩画：桃花源（参照清代画家任预的《桃源问津图》绘制）

桃花源，出自陶淵明詩《桃花源詩并序》。詩的序《桃花源記》記述一個世俗漁人的奇妙经历。

## 桃花源记

### 写作背景

明代仇英绘《桃源仙境圖》

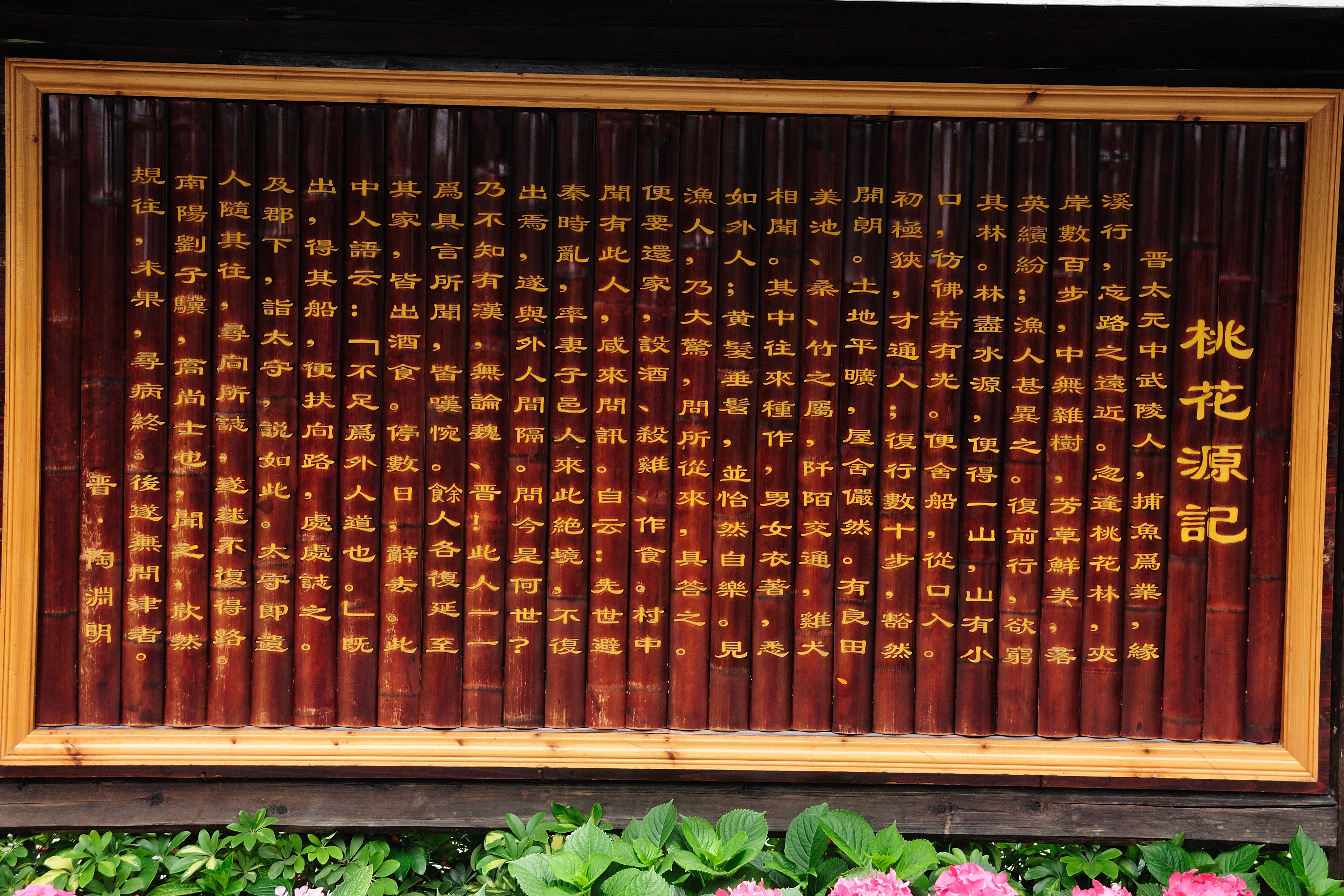
廣西桃花源記石刻碑

本文由晋朝劉宋文人陶渊明作于永初二年（421年），文章描绘了一个没有战乱，没有压迫，自给自足，人人自得其乐的社会，是当时的黑暗社会的鲜明对照，是作者所向往的一种理想社会，它体现了作者的追求与嚮往，也反映出作者对现实的不满。

### 文章

#### 原文
|  | 晋太元中，武陵人捕鱼为业。缘溪行，忘路之远近。忽逢桃花林，夹岸数百步，中无杂树，芳草鲜美，落英缤纷，渔人甚异之。复前行，欲穷其林。 林盡水源，便得一山。山有小口，仿佛若有光。便舍船，從口入。初極狹，纔通人。復行數十步，豁然開朗。土地平曠，屋舍儼然，有良田、美池、桑竹之屬。阡陌交通，雞犬相聞。其中往來種作，男女衣着，悉如外人；黄髮垂髫，並怡然自樂。 見漁人，乃大驚。問所從来，具答之，便要還家，設酒殺雞作食。村中聞有此人，咸来問訊。自云先世避秦時亂，率妻子邑人來此絕境，不復出焉，遂與外人間隔。問今是何世，乃不知有漢，無論魏、晉。此人一一為具言所聞，皆嘆惋。餘人各復延至其家，皆出酒食。停数日，辭去。此中人語云：「不足為外人道也。」 既出，得其船，便扶向路，處處誌之。及郡下，詣太守，說如此。太守即遣人随其往，尋向所誌，遂迷，不復得路。 南阳劉子骥，高尚士也，聞之，欣然規往。未果，尋病終。後遂無問津者。 |

#### 现代标准汉语解释
|  | 东晋太元年间，武陵郡有个以捕鱼为生的人。有一天，他沿着溪間划船，忘了已经走了多少路。忽然遇到一片桃花林，沿著两岸生长數百步之遠，其間完全沒參雜其他雜木。草葉鲜嫩，落花繁盛。渔夫感到很惊奇，继续前往桃花林的盡頭。 桃花林的盡頭是溪間发源的地方，那裡有一座山，山上有一个小洞口，隐约好像有一点亮光。渔夫于是离开船，从洞口进去。起初很狭窄，仅容一个人通过。又走了几十步，突然变得开阔明亮。这裡土地平坦宽阔，房屋整齐，有肥沃的田地、美丽的池塘和桑树竹子之类。田间小路交错相通，其間交錯著鸡鸣狗叫。在那裡人们来来往往耕种劳作，男女的穿着打扮都有如世外之人，老人和小孩都闲適和乐。 桃花源裡的人见到渔夫，感到非常惊讶，询问渔夫从哪裡来。渔夫详细地回答了他的问题，有人便邀请渔夫到自己家裡去，摆酒杀鸡做饭来款待他。村中的人听说有这样一个人，都来打听消息。他们自己说他们的祖先为了躲避秦朝时的战乱，带领着自己的妻子儿女及乡邻们来到这与世隔绝的地方不再出去了，就逐漸與外面的人断绝了来往。 桃花源裡的人问现在是什么朝代，竟然不知道有汉朝，更不用说魏国和晋朝了。渔夫把自己所知的事一一详细地告诉了他们，村中的人都感叹惋惜。其余的人又各自把渔夫请到自己的家中，都拿出酒食来款待他。渔夫逗留了几天以后，告辞离开了。这裡的人对渔夫说：“这裡沒有甚麼特別，不必和外人多說。” 渔夫离开桃花源以后，找到了他的船，顺着从前的路回去，处处都做了标记。到了郡城，拜见了太守，说出在桃花源的所見所聞。太守立即派人跟随他前往，照著漁人之前做的标记尋找，但最後卻迷了路，再也找不到桃花源了。 南阳人刘子骥，是志向高洁的人，听说这件事便高兴地计划前往。但尚未实现，不久之後就病死了。此后就再也没有人探寻桃花源了。 |

## 桃花源诗
嬴氏乱天纪，贤者避其世。黄绮之商山，伊人亦云逝。往迹浸复湮，来径遂芜废。相命肆农耕，日入从所憩。桑竹垂馀荫，菽稷随时艺；春蚕收长丝，秋熟靡王税。荒路暧交通，鸡犬互鸣吠。俎豆独古法，衣裳无新制。童孺纵行歌，班白欢游诣。草荣识节和，木衰知风厉。虽无纪历志，四时自成岁。怡然有馀乐，于何勞智慧！奇踪隐五百，一朝敞神界。淳薄既异源，旋复还幽蔽。借问游方士，焉测尘嚣外。愿言蹑清风，高举寻吾契。

#### 現代標準漢語解釋
|  | 秦王朝攪亂了皇天的秩序，賢人就去避世隱居。夏黃公、綺里季去了商山，這些人也就來到桃花源裡。往日的行蹤漸漸湮沒，進來的小路於是荒廢。互相招呼致力農耕，太陽下山便同去休息。桑樹竹林投下陰影，豆子高粱按時種入地裡。春養蠶收得長絲，秋穀成熟不須交王稅。荒山幽徑不便往來，互相聽得雞叫狗吠。祭祀還是遵循古禮，衣裳沒有新的款式。小孩縱情來歌唱，老人歡樂去遊憩。芳草滋長識季暖，樹葉凋落知風厲。雖然沒有備曆書，春夏秋冬自成歲。怡然自得多歡樂，為何要去勞心機！奇蹟隱蔽五百年，一旦敞開境界奇。淳厚輕薄不同源，敞開立即又隱蔽。請問塵世庸俗人，哪知世外如此美？願乘輕風離塵世，遠走高飛尋知己。 |

## 緣起
《老子·不徙章》中提到的小國寡民，可能是桃花源記的原型之一。
桃花源究在何地抑或存在與否，古今異說紛紜。《通典》卷一百八十三：“朗州今理武陵縣。   春秋、戰國時皆屬楚地。秦昭王置黔中郡。漢高更名武陵郡，後漢、魏至晉皆因之。晉趙廞問潘京云：‘貴州何以名武陵’京曰：‘鄙郡本名義陵郡，在辰陽縣界，與夷相接，數為所攻，光武時移東出，共議易號。傳曰止戈為武，詩稱高平曰陵。’《武陵記》桃花源，即此地也。”
近人陳寅恪在桃花源記旁證中博引《水經注》、《元和郡縣志》等地理著作，認為桃花源記有記實成份，“桃花源之紀實之部分，乃依據義熙十四年，劉裕率師入關時，戴延之等所聞見之材料而作成。”“《桃花源記》寓意之部分乃牽連混合劉驎之入衡山採藥故事，並點綴以‘不知有漢，無論魏晉’等成語所作成。”“古今論桃花源者，以蘇氏之言最有通識。洪興祖釋韓昌黎《桃源圖》詩，謂淵明敍桃源初無神仙之說，尚在東坡之後。獨惜子瞻於陶公此文中寓意與紀實二者牽混不清，猶為未達一間。”總結桃花源記旁證一文以討論塢堡開端，推論考出「真實之桃源在弘農山谷中，而不在南方之武陵」。

### 寄意
大部分學者相信，《桃花源記》是陶淵明對當時的社會不滿，希望追求一個平靜和諧的社會而寫的。
《桃花源》對人類社會有所批判。桃花源中人的生活，與外界並無太大分別，一樣是「往來耕作」，「屋舍儼然」，所不同的是，桃花源居民能和睦相處，「怡然自樂」。桃花源中似乎沒有村社一類的基層組織，又因與世隔絕，外界一切機構組織都無由對之施用權力，人們生活在自由自在的狀態中。文章寓意是，外界社會賴以支撐的社會制度，恰恰是人們不能幸福美滿生活的根源，一切政治、制度、機構都是多餘的，乃是破壞和平安寧的根源。

## 有關作品

### 绘畫
- 宋·馬和之桃源圖
- 明·仇英桃花源圖
- 明·周臣桃花源圖
- 清·王翬桃花魚艇圖

### 诗歌
- 唐·李白古風

|  | 鄭客西入關，行行未能已。白馬華山君，相逢平原里。璧遺鎬池君，明年祖龍死。秦人相謂曰，吾屬可去矣。一往桃花源，千春隔流水。 |

- 唐·王維桃源行

|  | 漁舟逐水愛山春，兩岸桃花夾古津。坐看紅樹不知遠，行盡青溪不見人。山口潛行始隈隩，山開曠望旋平陸。遙看一處攢雲樹，近入千家散花竹。樵客初傳漢姓名，居人未改秦衣服。居人共住武陵源，還從物外起田園。月明松下房櫳靜，日出雲中雞犬喧。驚聞俗客爭來集，競引還家問都邑。平明閭巷掃花開，薄暮漁樵乘水入。初因避地去人間，更問神仙遂不還。峽裏誰知有人事，世中遙望空雲山。不疑靈境難聞見，塵心未盡思鄉縣。出洞無論隔山水，辭家終擬長遊衍。自謂經過舊不迷，安知峰壑今來變。常時只記入山深，清溪幾度到雲林。春來遍是桃花水，不辨仙源何處尋。 |

- 唐·張旭桃花谿

|  | 隱隱飛橋隔野煙，石礬西畔問漁船。桃花盡日隨流水，洞在清溪何處邊。 |

- 唐·韓愈

|  | 神仙有無何渺茫，桃源之說誠荒唐。流水盤迴山百轉，生綃數幅垂中堂。武陵太守好事者，題封遠寄南宮下。南宮先生忻得之，波濤入筆驅文辭。文工畫妙各臻極，異境怳惚移於斯。架岩鑿谷開宮室，接屋連牆千萬日。嬴顛劉蹶了不聞，地坼天分非所恤。種桃處處惟開花。川原近遠蒸紅霞。初來猶自念鄉邑，歲久此地還成家。漁舟之子來何所，物色相猜更問語。大蛇中斷喪前王，群馬南渡開新主。聽終辭絕共淒然，自說經今六百年。當時萬事皆眼見，不知幾許猶流傳。爭持酒食來相饋，禮數不同樽俎異。月明伴宿玉堂空，骨冷魂清無夢寐。夜半金雞啁哳鳴，火輪飛出客心驚。人間有累不可住，依然離別難為情。船開棹進一迴顧，萬里蒼蒼煙水暮。世俗寧知偽與真，至今傳者武陵人。 |

- 唐·劉禹錫《桃源行》

|  | 漁舟何招招，浮在武陵水。拖綸擲餌信流去，誤入桃源行數里。清源尋盡花綿綿，踏花覓徑至洞前。洞門蒼黑烟霧生，暗行數步逢虛明。俗人毛骨驚仙子，爭來致詞何至此。須臾皆破冰雪顏，笑語委曲問世間，因嗟隱身來種玉，不知人世如風燭。筵羞石髓勸客餐，鐙爇松脂留客宿。雞聲犬聲遙相聞，曉光葱籠開五雲。漁人振衣起出戶，滿庭無路花紛紛。翻然恐迷鄉縣處，一息不肯桃源住。桃花滿溪水似鏡，塵心如垢洗不去。仙家一出尋無蹤，至今水流山重重。 |

- 北宋·梅堯臣《桃花源詩》

|  | 鹿爲馬，龍爲蛇，鳯皇避羅麟避罥。天下逃難不知數，入海居嵓皆是家。武陵源中深隱人，共將雞犬栽桃花。花開記春不記歳，金椎自刼愽浪沙。亦殊商顏采芝草，唯與少長親胡麻。豈意異時漁者入，各各因問人閒賖。秦已非秦孰爲漢，奚論魏晉如割瓜。英雄滅盡有石闕，智惠屏去無年華。俗骨思歸一相送，愼勿與世言雲霞。出洞沿溪夢寐覺，物景都失同廻槎。心寄草樹欲復徃，山幽水亂尋無涯。 |

- 北宋·王安石《桃源行》

|  | 望夷宫中鹿爲馬，秦人半死長城下。避時不獨商山翁，亦有桃源種桃者。此來種桃經幾春，採花食實枝爲薪。兒孫生長與世隔，雖有父子無君臣。漁郞漾舟迷逺近，花間相見因相問。世上那知古有秦，山中豈料今爲晉。聞道長安吹戰塵，春風回首一霑巾。重華一去寧復得，天下紛紛經幾秦。 |

## 衍生文化

### 建筑
- 圆明园四十景[錨點失效]中，有一景为“武陵春色”，取材于《桃花源记》[3]。
- 建筑大师贝聿铭以桃花源为灵感，将日本美秀美术馆前设计在深山之内，美术馆之前有一条两百米长的隧道，令游客在开车出隧道时有豁然开朗的感觉[4]。

### 话剧
- 台湾导演赖声川与妻子丁乃竺创作了《暗恋桃花源》，于1986年首演，至今已演出31年，先后有9个版本，金士杰、丁乃竺、林青霞、李立群、黄磊、孙莉、袁泉、何炅、谢娜、赵蕙梓等众多演员都有先后出演[5]。

### 遊戲
- 《葬花·暗黑桃花源》，2021年電子遊戲，講述一個失意青年誤入「桃花源」的奇妙遭遇。

## 原型地考证
关于桃花源原型地到底在哪，中国多地都有争论，出现过云南省广南县坝美村、湖南省桃源县、江苏省连云港市宿城景区的船山、河南省内乡县、安徽省黟县桃花源、江西省山南景区、湖北省十堰市桃花源等30多处地方，甚至不长桃树的北方某地也宣布找到了“桃花源”。重庆酉阳桃花源景点的广告宣传，还引发湖南常德网友的不满，两地网友因此在网络发生骂战。

### 常德市桃源县说
常德市有成立桃花源风景名胜区管理局，桃花源风景名胜区管理局在官方网站上表示桃源县与桃花源记所描写的境况最符合，当地也流传与桃花源记载相关的传说故事。晋代武陵郡所辖地区与今日湖南省常德市辖境吻合。

### 南阳市夏馆镇说
河南省南阳市文明办的官方微博表示，桃花源位于南阳内乡夏馆镇东北8千米处。依据为：《桃花源记》为寓意之文，创作原型是晋代北方战乱时期，避入山区的难民聚居地。

### 铜仁市九龙洞说
铜仁市旅游发展委员会的官方微博表示，武陵主峰、沅江上游的梵净山地区九龙洞就是《桃花源记》原型。依据为：九龙洞为天然喀斯特地貌，为桃花源人逃离战乱不知魏晋，提供了现实可能。

### 衡阳市神仙洞说
衡山县地方史志办主任熊仲荣表示，县志办发现衡山县望峰乡的神仙洞有可能是桃花源原型地。神仙洞位于祝融峰山脚下一个山谷里，四面环山中间洼地，几乎呈封闭状态，村民对祖先了解不详，几乎每家门口种有桃树，地形地貌与陶渊明所记述基本一致。地方史《南岳总胜集》记载了某道士在祝融峰北发现一个桃花盛开的地方，几日后却再寻访不上的故事，这与《桃花源记》十分相似。历史学家范子烨认为《桃花源记》里的渔人是刘子骥，而《晋书》和《搜神后记》也记载刘子骥曾来过衡山。

### 益阳市黄桑坪说
毕业于武汉大学数学系的安化老人张贻明表示，益阳市达坳村黄桑坪有20处特征符合“桃花源”描述。黄桑坪狭窄的山坳口与“山有小口，仿佛若有光”相符，翻过山坳口的视觉感受，与“复行数十步，豁然开朗”相符。黄桑坪老村民张忠良表示，前几年村里有人家打井，打出了类似灶屋的泥土和树木烧过后的灰尘。

## 外部連結
- 蕭馳：〈問津「桃源」與棲居「桃源」──盛唐隱逸詩人的空間詩學 （页面存档备份，存于）〉。
- 杨启乾：〈武陵郡、武陵县考〉。
- 桃花源記動畫 （页面存档备份，存于）